# 1-Butyn
1-Butyn, but-1-yn, C
4H
6 – organiczny związek chemiczny, węglowodór nienasycony z szeregu homologicznego alkinów. Jeden z dwóch izomerów butynu – drugim jest 2-butyn.
W warunkach normalnych jest łatwopalnym, bezbarwnym gazem, który tworzy z powietrzem mieszaninę wybuchową. Wiązanie potrójne czyni go reaktywnym podobnie do innych alkinów. Łatwo ulega reakcjom addycji, np. z fluorowcami.